# بوب جونسون (لاعب هوكي الجليد أمريكي)
بوب جونسون (بالإنجليزية: Bob Johnson)‏ هو لاعب هوكي الجليد أمريكي، ولد في 4 مارس 1931 في منيابولس في الولايات المتحدة، وتوفي في 26 نوفمبر 1991 في كولورادو سبرينغس في الولايات المتحدة.

## وصلات خارجية
- بوب جونسون على موقع EliteProspects.com (الإنجليزية)
- بوب جونسون على موقع HockeyDB.com (الإنجليزية)
- بوب جونسون على موقع أوليمبيديا (الإنجليزية)
- بوب جونسون على موقع إن إن دي بي (الإنجليزية)